# Michele della Torre
Michele della Torre (ur. w 1511 w Udine, zm. 21 lutego 1586 w Cenedzie) – włoski kardynał.

## Życiorys
Urodził się w 1511 roku w Udine, jako syn Luigiego della Torre i Taddei Strassoldo. Był klerykiem w Akwilei i dziekanem kapituły w Udine. 7 lutego 1547 roku został wybrany biskupem Cenedy, a 30 maja przyjął sakrę. W tym samym roku został mianowany nuncjuszem we Francji i pełnił tę funkcję do roku 1550. Następnie był wicelegatem w Perugii i Umbrii i referendarzem Trybunału Sygnatury Sprawiedliwości. W latach 1566–1568 ponownie piastował urząd nuncjusza we Francji. 12 grudnia 1583 roku został kreowany kardynałem prezbiterem, jednak nie otrzymał kościoła tytularnego. Zmarł 21 lutego 1586 roku w Cenedzie.